# Papa Bento III
Bento III (em latim: Benedictus III) foi o 104º Papa entre 855 e 17 de Abril de 858.
Estava em oração em sua igreja, quando o povo de Roma o foi buscar em procissão e trouxe-o, relutante, para ser Papa. Apareceu depois o Antipapa Anastácio III, já afastado por Leão IV, mas que voltava agora, apoiado pelo belicoso conde de Vubbio. Bento foi preso, despojado de suas insígnias e maltratado, mas o povo repudiou violentamente o intruso, que, vencido e preso, teve válido defensor no manso e humilde Bento. A população toda, espontaneamente, fez jejum de três dias em desagravo a Deus. Penitência também fazia o imperador Lotário I , filho de Ludovico, o Pio, e neto de Carlos Magno: roído pelo remorso de haver guerreado e humilhado o próprio pai, recolheu-se como simples monge beneditino no mosteiro de Prüm, onde viria a falecer em 28 de Setembro de 855.
Muitos cronistas de seu tempo descrevem-no como homem de grande inteligência, moderação e energia, dotado de vitalidade exuberante e incrível doçura até para com seus inimigos.
Bento III foi benquisto nas cortes de França e de Inglaterra, até pelos gregos, mas defendeu com energia a validade do matrimónio no caso da princesa Ingeltrude. Morreu com fama de santidade em 17 de Abril de 858.

## A Lenda da papisa Joana
Antes do pontificado deste papa, é suposto a existência do mandato da Papisa Joana. Porém este facto é tido como uma lenda medieval, de origens diversas, mas que os registros históricos contradizem:
Entre Leão IV e Bento III, onde é suposto por Martinus Polonus - o pontificado de Joana - não se pode inseri-la pois Leão IV morreu em 17 de julho de 855, e imediatamente após sua morte Bento III foi eleito pelo clero e pelo povo de Roma, só que devido o advento de um antipapa na pessoa do cardeal deposto Anastasius, ele não foi consagrado em 29 de Setembro.
Há moedas com a imagem de Bento III e do imperador Lotário I, que morreu em 28 de setembro do ano de 855. Portanto Bento deve ter sido reconhecido como papa antes desta data,
Em 7 de Outubro do ano de 855, Bento III emitiu uma carta para o mosteiro de Corbie.
Hinemar, arcebispo de Reims, informou Nicholas I que um mensageiro que fora enviado a Leão IV soube da morte deste papa e, portanto, entregou sua petição para Bento III.
Todas estas testemunhas provam que as datas constantes na vida de Leão IV e Bento III estavam corretas e que não houve interrupção na linha de sucessão entre estes dois papas, de modo que não haveria lugar para suposta papisa.